# 黑纹颈槽蛇
黑纹颈槽蛇（学名：Rhabdophis nigrocinctus）为游蛇科颈槽蛇属的爬行动物，俗名黑纹游蛇。分布于缅甸、泰国、老挝、柬埔寨、越南以及中国大陆的云南等地。该物种的模式产地在缅甸墨吉和丹那沙林河流域。

## 保护
本种于2023年被收录入《有重要生态、科学、社会价值的陆生野生动物名录》。